# 索拉努斯 (神话)
索拉努斯（拉丁語：Soranus）古罗马宗教和神话中的神祇之一。在古罗马得到崇拜和供奉并进行与之相关的活动，因而具有重要地影响与积极意义。